# Qi (Hebi)
Qi (chinesisch 淇县, Pinyin Qí Xiàn) ist ein Kreis in der Provinz Henan der Volksrepublik China. Er gehört zum Verwaltungsgebiet der bezirksfreien Stadt Hebi. Qi hat eine Fläche von 573,1 km² und zählt 279.000 Einwohner (Stand: Ende 2018). Sein Hauptort ist die Großgemeinde Chaoge (朝歌镇). 
Die alte Stadt aus dem alten Staat Wey (Weiguo gucheng 卫国故城) und die Yunmengshan-Steinschnitzereien (Yunmengshan moya 云梦山摩崖) aus der Zeit der Song-Dynastie bis zur Zeit der Republik stehen seit 2006 auf der Liste der Denkmäler der Volksrepublik China.

## Administrative Gliederung
Auf Gemeindeebene setzt sich der Kreis aus drei Großgemeinden und vier Gemeinden zusammen. Diese sind:
- Großgemeinde Chaoge 朝歌镇
- Großgemeinde Gaocun 高村镇
- Großgemeinde Beiyang 北阳镇

- Gemeinde Qiaomeng 桥盟乡
- Gemeinde Miaokou 庙口乡
- Gemeinde Huangdong 黄洞乡
- Gemeinde Xigang 西岗乡